# Association Sportive Saint-Raphaël Volley-Ball 2009-2010
Questa voce raccoglie le informazioni riguardanti l'Association Sportive Saint-Raphaël Volley-Ball nelle competizioni ufficiali della stagione 2009-2010.

## Organigramma societario
Area direttiva
- Presidente: Christine Girod

Area tecnica
- Allenatore: Rayna Minkova (fino al ?), Violaine Scalabre (dal ?)
- Allenatore in seconda: Violaine Scalabre (fino al ?)

## Rosa
| N° | Nome                   | Ruolo | Data di nascita   | Nazionalità sportiva |
| -- | ---------------------- | ----- | ----------------- | -------------------- |
| 2  | Lauriane Truchetet     | P     | 7 aprile 1984     | Francia              |
| 3  | Tracy Valerin          | C     | 25 febbraio 1987  | Francia              |
| 4  | Kristina Jordanska     | C     | 30 settembre 1988 | Bulgaria             |
| 5  | Anélia Todorova        | L     | 17 maggio 1982    | Bulgaria             |
| 6  | Mirjana Komlenović     | S     | 9 febbraio 1986   | Serbia               |
| 7  | Slavina Koleva         | S     | 22 novembre 1986  | Bulgaria             |
| 8  | Sandra Kociniewski     | S/O   | 22 maggio 1975    | Francia              |
| 9  | Hélène Aubry           | L     | 7 giugno 1984     | Francia              |
| 11 | Tayisiya Ryzhkova      | P     | 6 giugno 1983     | Ucraina              |
| 12 | Fatoumata Traoré       | C     | 13 dicembre 1978  | Francia              |
| 15 | Lorena Weber Rodríguez | S     | 28 giugno 1983    | Spagna               |